# Lasioglossum cephalotes
Lasioglossum cephalotes är en biart som först beskrevs av Dalla Torre 1896. Den ingår i släktet smalbin och familjen vägbin. Inga underarter finns listade i Catalogue of Life.

## Beskrivning
Huvudet är brett, i synnerhet hos honan. Det och mellankroppen är matta, metallglänsande blågröna, med bruna antenner vars främre segment är rödbruna på undersidan (hos hanen mer brunorange). Vingarna är lätt rökfärgade med brungula ribbor, medan vingfästena är mörkt gulbruna hos honan, orange hos hanen. Benen är bruna med brungula fötter hos honan, orange fötter hos hanen. Bakkroppen är brun med genomskinligt brungula bakkanter på tergiterna och sterniterna. Behåringen är vitaktig, ullig och tämligen gles; hanen kan dock ha något kraftigare, tillplattad behåring i ansiktet under ögonen. Som de flesta smalbin är arten liten; honan har en kroppslängd på 6 till 6,2 mm och en framvingelängd på 4,5 till 4,6 mm; motsvarande mått hos hanen är knappt 4,5 mm för kroppslängden och knappt 4 mm för framvingelängden.

## Utbredning
Artens säkra utbredning är i USA i delstaterna Iowa och Illinois i Mellanvästra USA, samt i New York i nordöstra delen av landet. De förekomster i Kanada som tidigare har uppgivits har visat sig vara följden av felbestämningar. Den vanligaste värdarten, Lasioglossum  zephyrum är emellertid vanlig i Kanada, och det anses därför troligt att Lasioglossum cephalotes även finns i södra Ontario.

## Ekologi
Arten är polylektisk, den flyger till blommande växter från många olika familjer, som korgblommiga växter (gullrissläktet, tistlar och prästkragar), kornellväxter (kornellsläktet), videväxter (viden) samt oleanderväxter (släktet Cynanchum).
Lasioglossum cephalotes är en social parasit, som lever i bon av andra, sociala Lasioglossum-arter, främst Lasioglossum zephyrum. Arten är en så kallad obligat social parasit, vilket innebär att den bara ger upphov till könsdjur som drottningar och hanar, men inga arbetare som kan ta hand om avkomman. Därför måste de parade honorna leva i ett annat bisamhälle där det finns arbetare som kan ta hand om ägg och larver. Endast de unga, parade honorna övervintrar.